# Steinthaleben
Steinthaleben là một đô thị ở huyện Kyffhäuser, ở bang Thüringen, Đức. Đô thị này có diện tích 30,88 km², dân số thời điểm ngày 31 tháng 12 năm 2006 là 524 người.